# Samjhauta Express
Der Samjhauta Express (Vereinbarungs-Express) ist der letzte verbliebene Zug, der zwischen Indien und Pakistan verkehrt.

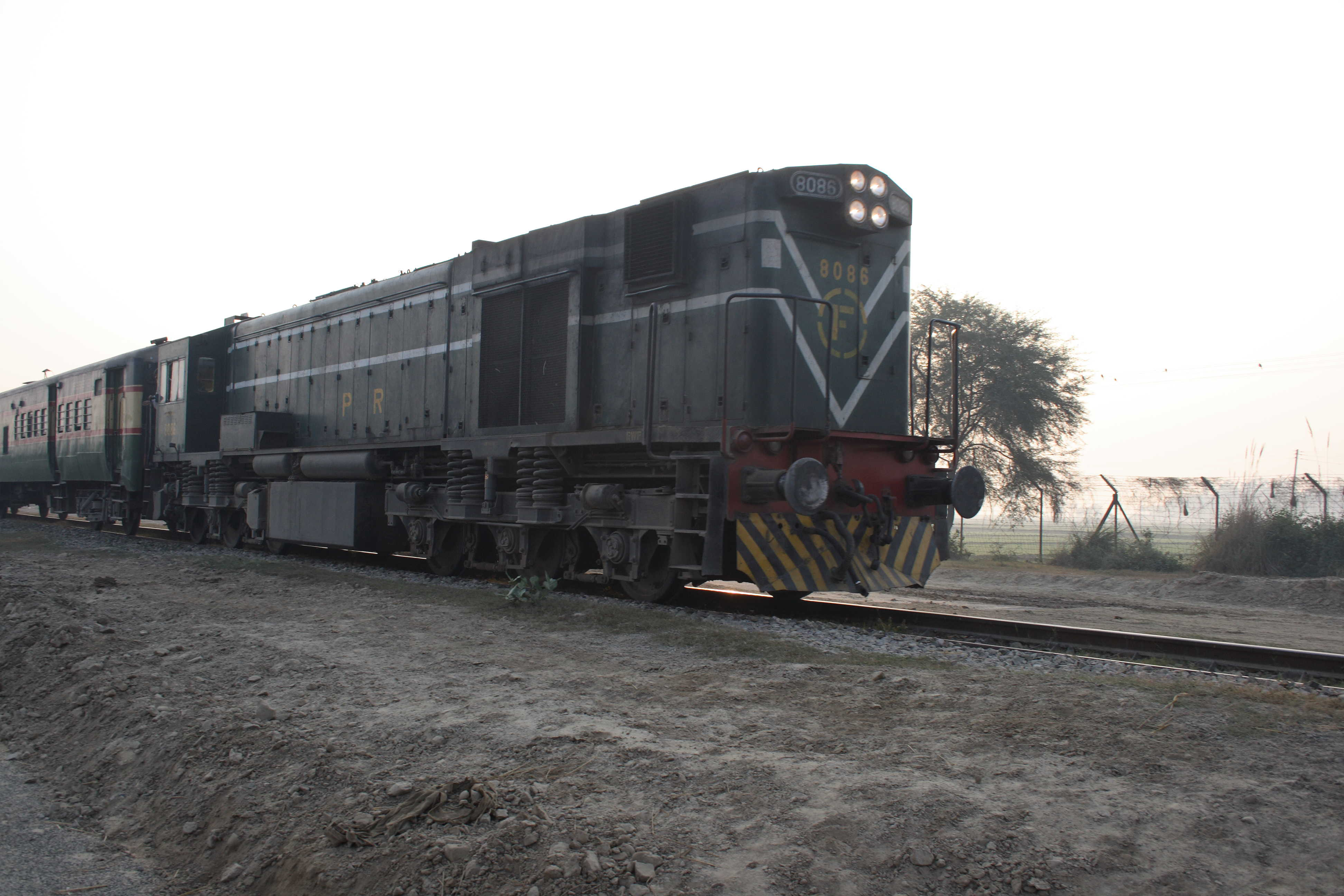
Samjautha Express in Pakistan

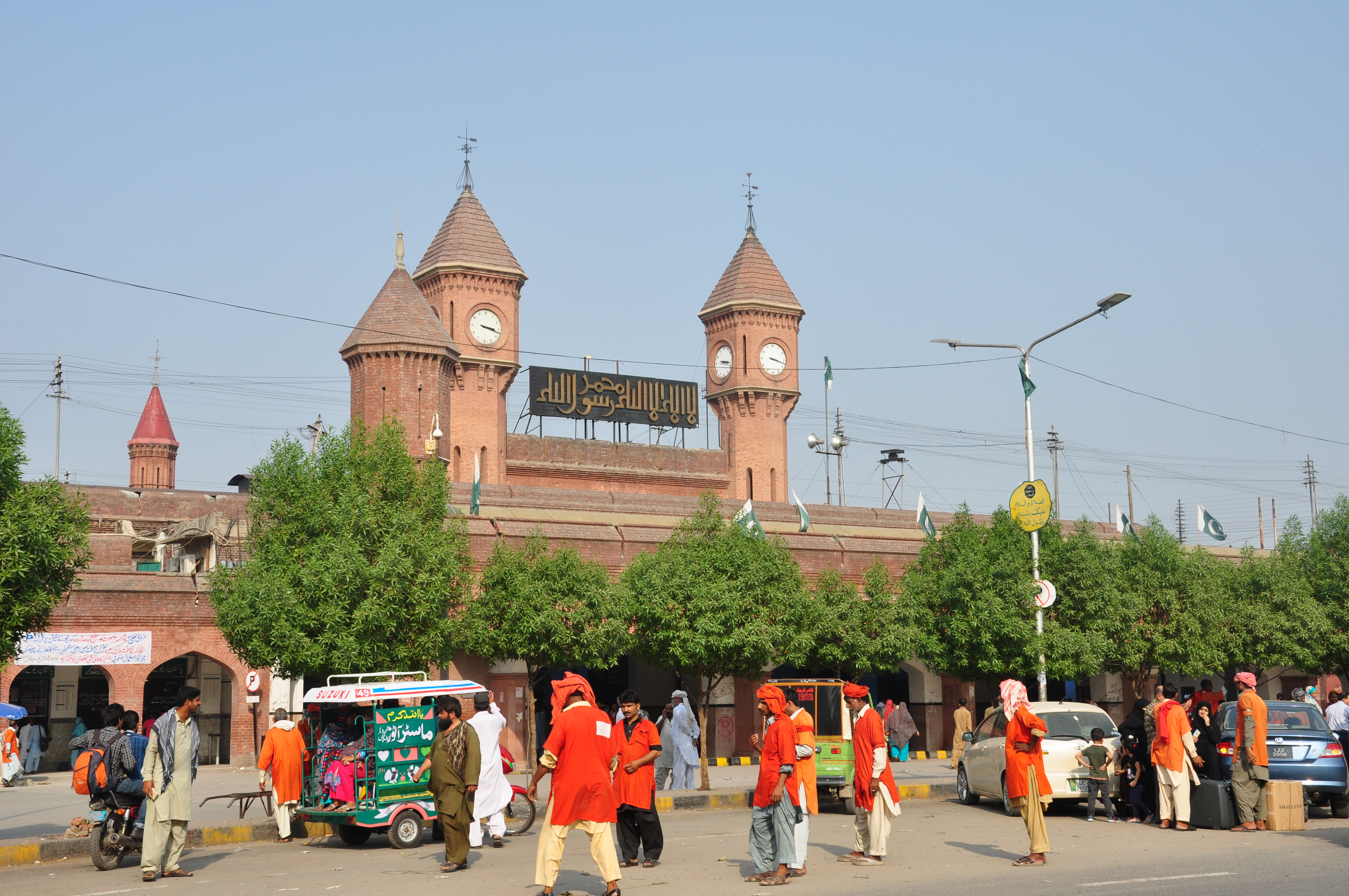
Lahore Junction railway station, Ausgangs- und Endpunkt in Pakistan

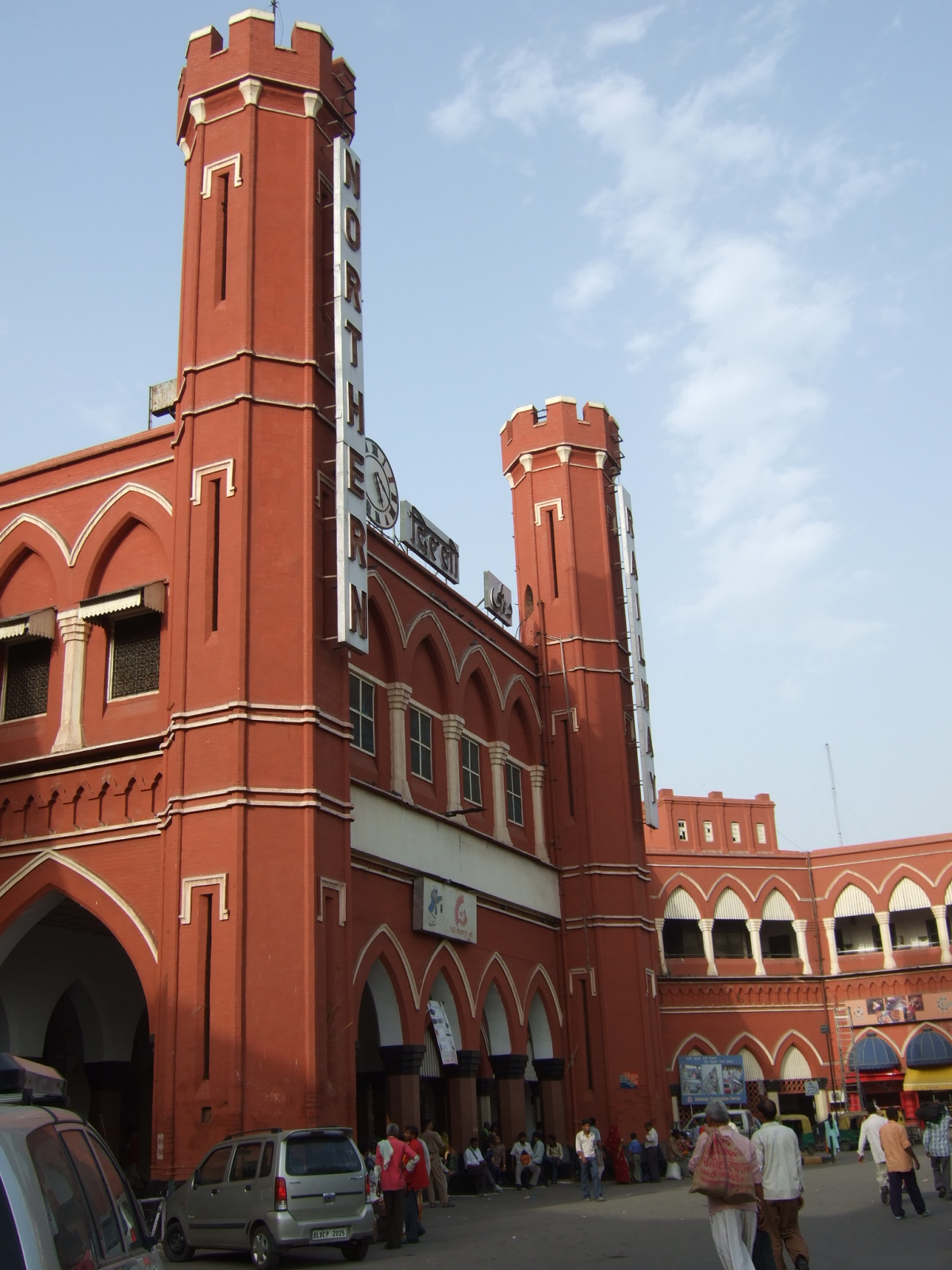
Delhi Junction railway station, Ausgangs- und Endpunkt in Indien

## Geschichte
Der Zug wurde am 22. Juli 1976 aufgrund des Simla-Abkommens in Betrieb genommen. Zuvor hatte es letztmals 1954 grenzüberschreitenden Personenverkehr mit der Eisenbahn zwischen beiden Ländern gegeben.
Anfangs verkehrte der Zug zwischen Amritsar (Indien) und Lahore (Pakistan), eine Entfernung von etwa 50 km. Die Verbindung wurde später nach Delhi verlängert. Damals bestand eine Vereinbarung zwischen den Indian Railways (IR) und den Pakistan Railways (PR), dass, alle sechs Monate wechselnd, indische und pakistanische Zuggarnituren und Lokomotiven abwechselnd verwendet wurden. Nach Unruhen in Punjab am Ende der 1980er Jahre entschied sich Indian Railways aus Sicherheitsgründen, die Fahrten des pakistanischen Zuges am indischen Grenzbahnhof Attari enden zu lassen.
Auch verkehrte der Zug anfangs täglich. 1994 wurde der Fahrplan auf zwei wöchentlich verkehrende Zugpaare umgestellt.
Die Verbindung wurde aufgrund politischer Umstände mehrfach zeitweise unterbrochen:
- Vom 1. Januar 2002 bis zum 15. Januar 2004 nach einem Anschlag auf das indische Parlament am 13. Dezember 2001.[2]
- Nach der Ermordung von Benazir Bhutto am 27. Dezember 2007 als Präventivmaßnahme, um Militanten ein „hochwertiges Ziel“ zu entziehen, das sowohl für Indien als auch für Pakistan von großer symbolischer Bedeutung war.
- Am 28. Februar 2019 wurde der Betrieb in einer Situation politischer Hochspannung zwischen Indien und Pakistan eingestellt.[3][4]
- Am 8. August 2019 wurde der Zug nach der indischen Aufhebung des Sonderstatus von Jammu und Kaschmir erneut ausgesetzt.[5] 2021 verkehrte er wieder.[6]

## Betrieb
Das Zugpaar verkehrt zweimal in der Woche zwischen Lahore Junction railway station und Delhi Junction railway station, eine Strecke von 502 km, durchgehend auf indischer Breitspur von 1676 mm. Die planmäßige Fahrzeit beträgt einschließlich der mehrstündigen Grenzkontrollen 11:42 Stunden. Die Grenze wird zwischen den Bahnhöfen Wagah (Pakistan) und Attari (Indien) gequert, wozu jedes Mal ein Tor im Grenzzaun geöffnet werden muss. Die indische Grenzkontrolle erfolgt in Attari, die pakistanische in Wagah. Die Fahrt findet unter hoher Polizei- und Militärpräsenz im Zug statt und in Delhi Junction railway station beginnt und endet der Zug auf einem besonders abgesicherten „internationalen Bahnsteig“.
Ursprünglich wurde jede Fahrt mit einer Zuggarnitur zurückgelegt. Seit dem Ende der 1980er Jahre werden für jede Fahrt aus Sicherheitsgründen zwei Züge verwendet: Ein pakistanischer fährt zwischen Lahore und Attari – der eigentliche Samjhauta Express – und ein indischer zwischen Attari und Delhi, der offiziell die Bezeichnung Delhi–Attari- oder Attari–Delhi Express trägt, aber umgangssprachlich ebenfalls als Samjhauta Express bezeichnet wird. Reisende müssen in Attari den Zug wechseln. Der Zug verkehrt zwischen Attari und Delhi planmäßig ohne weiteren Verkehrshalt.
Der Zug verkehrt mit vier bis acht Personenwagen. Der pakistanische Zug wird von einer Diesellokomotive von ALCo, DL-543, der Baureihe ALU 20 aus dem Bahnbetriebswerk Lahore gezogen.

## Zwischenfälle
- Am 18. Februar 2007 wurde ein Terroranschlag auf den Delhi–Attari Express verübt, bei dem 70 Menschen starben. Die Hintergründe wurden nie aufgeklärt.

- Am 8. Oktober 2012 stellte die Polizei etwa 100 kg geschmuggeltes Heroin und mehr als 500 Schuss Munition bei der Grenzkontrolle in einem Zug Richtung Delhi sicher.[7]